# How Can You Mend a Broken Heart
„How Can You Mend a Broken Heart“ je singl britské hudební skupiny Bee Gees z roku 1971. Jeho autory jsou Barry a Robin Gibbovi, a šlo o první a hlavní singl jejich alba Trafalgar. V srpnu 1971 se píseň umístila na prvním místě v žebříčku Billboard Hot 100 a o rok později si vysloužila nominaci na Grammy Award.
Od svého vydání se píseň dočkala celé řady coververzí. Jejich autory jsou například Al Green, Michael Bublé, Steve Brookstein či Rod Stewart.